# Skialpové lyže
Skialpové lyže jsou určeny na chození a jízdu ve sněhu zejména mimo zimní areály. Umožňují jak sjezd, tak i chůzi do kopce. Rozdělují se na několik druhů podle formy skialpinismu (neboli skitouringu). Od lehkého chození po horách, až po adrenalinové výstupy i sjezdy.
Zatímco sjezdové lyže jsou pouze pro sjezd, skialpové lyže musejí zvládat i chození v terénu od dokonalé roviny až po extrémně strmé kopce. Jsou tedy hlavně lehčí a musejí být uzpůsobeny pro nasazení speciálních stoupacích pásů, které zabraňují podklouznutí. Tyto pásy, které se nalepují přes celou délku lyže, se dříve dělaly hlavně z tulení nebo sobí kůže. Dnes jsou nejčastěji z kombinace mohéru a zvířecích (hlavně kozích) chlupů. Umožňují přirozený klouzavý pohyb při procházení a stoupání terénem, ale i krátké sjezdy.
Velmi důležitou součástí skialpových lyží je i lehké vázání, které je uzpůsobeno tak, aby umožňovalo stoupat s volnou patou a při sjezdu pak patu pevně k lyži uchytit. Zároveň ale musí být vázání bezpečnostní, aby při pádu vypnulo.

## Materiál a konstrukce
Skialpové lyže se skládají z několika vrstev a mají nejčastěji sendvičovou nebo skořepinovou konstrukci. Potřebnou tuhost vytváří kombinace vhodných materiálů, díky kterým vzniká při jízdě vztlak. Stále nepřekonaným materiálem pro výrobu jádra lyží je dřevo. Ke zpevnění se mnohdy používají karbonová vlákna. Jsou lehká, dodávají lyži potřebnou torzní tuhost a navíc pohlcují vibrace.

## Nezbytná výbava
Kromě lyží se stoupacími pásy a vázání, potřebuje skialpinista i speciální lehké boty, v nichž se dá chodit ve sněhu. Důležité je také další vybavení – lavinový batoh s lavinovou výbavou, lavinový vyhledávač, lopata, helma a někdy také lyžařské mačky (haršajzny), které se připevňují na stoupání v obzvláště zledovatělých nebo strmých podmínkách.

## Druhy
Skialpové lyže se dělí podle druhu skialpinismu, pro který jsou určené.
- Skitouring: pohyb v méně náročném terénu
- Ski mountaineering: adrenalinové výšlapy a sjezdy vysoko v horách
- Freeride: sjezd ve volném, divokém terénu
- Speedtouring: pohyb terénem ve vysokém tempu

### Skitouring
Univerzální lyže pro rekreační pohyb, nenáročné terény, značené trasy. Většinou dřevěná konstrukce s karbonem.
Určení: 50 % jízda, 50 % chůze / Šířka pod botou: 80-95 mm / Délka: výška postavy mínus 10 cm, případně stejně dlouhé (zkušení nebo těžší lyžaři i o něco delší).

### Vysokohorský alpinismus / ski mountaineering
Lyže pro zkušené sportovce a horolezce. 
Jsou velmi podobné těm na klasický skitouring, ale jsou výkonnější. Musí být maximálně lehké, při zachování dostatečné tuhosti, zvládají všechny sklony terénů včetně pohybu po ledovcích. 
Určení: 50 % jízda, 50 % chůze / šířka pod botou: 95 mm / délka: přibližně výška postavy (zkušení nebo těžší lyžaři i delší)

### Freeride / freetouring
Lyže hlavně pro sjezd volným terénem. Chůze není cílem, ale nezbytností, aby se lyžař dostal do místa, odkud sjezd zahájí. Jsou proto obvykle tužší a těžší. Vyšší hmotnost při kratších výstupech nehraje roli, počítají se hlavně jízdní vlastnosti. Jsou široké, aby měly při jízdě v hlubokém sněhu co nejvyšší vztlak.
Určení: 80 % jízda, 20 % chůze / šířka pod botou: více než 95 mm / délka: výška postavy plus 5-15 cm

### Speedtouring/ fitness touring / race skialpinismus
Lehké, úzké a krátké lyže pro pohyb do kopce. Maximálně odlehčené (velmi často s použitím karbonu). 
Určení: 20 % jízda, 80 % chůze / šířka pod botou: 60-85 mm / délka: výška postavy mínus 10 cm